# Yoshihiro Nishimura
Yoshihiro Nishimura (西村喜廣 Nishimura Yoshihiro?) es un director de cine, artista de maquillaje y efectos especiales, y guionista que ha trabajado principalmente en el género del terror. Nishimura ha sido descrito como un "director y artista de efectos legendario" y "el Tom Savini de Japón".

## Vida y carrera
Nishimura, nacido el 1 de abril de 1967, se interesó por el cine desde niño, pero una gran influencia en su carrera fue una pintura de Salvador Dalí con cuerpos humanos distorsionados que vio cuando estaba en la escuela primaria. Se especializó en derecho en la universidad. Nishimura ha dicho que no ve mucha televisión ni películas, pero lee revistas de terror y se inspira en gran medida en sus sueños.
Comenzó a hacer películas mientras estaba en la escuela secundaria aprendiéndose por sí mismo sobre filmación, iluminación, efectos especiales y modelado. En 1995, con un pequeño equipo, hizo la película producida de forma independiente Anatomia Extinction. Nishimura escribió el guion, dirigió y realizó los efectos especiales. La película se proyectó en el Festival Internacional de Cine Fantástico de Yubari en febrero de 1995, donde ganó un Premio Especial del Jurado. La película más tarde formaría la base de Tokyo Gore Police.
Durante varios años, Nishimura realizó efectos especiales y efectos especiales de maquillaje para varias películas, incluido el controvertido thriller de Sion Sono, Jisatsu Circle, y la comedia, romance y terror de Noboru Iguchi de 2003 A Larva to Love (恋する幼虫 Koi-suru Yōchū?). En 2005, realizó los efectos especiales de la película de terror de ciencia ficción Meatball Machine (ミートボールマシン?)  dirigida por Yūdai Yamaguchi y Jun'ichi Yamamoto. Una reseña de la película dice que "el maquillaje y los efectos especiales que se venden en la película son sólidos. Producidos con un presupuesto muy escaso, los aparatos de maquillaje se ven geniales".
Nishimura volvió a trabajar con Noboru Iguchi en 2008 cuando estaba a cargo de los efectos especiales y efectos de maquillaje para la película gore y de acción de bajo presupuesto Kataude mashin gāru. Cuando terminó Kataude mashin gāru, Media Blasters, los distribuidores estadounidenses del DVD, le preguntaron si quería hacer otra película. Decidió hacer una nueva versión de su cortometraje anterior Anatomia Extinction de 1995 y creó la película de terror de ciencia ficción Tokyo Gore Police. Nishimura coescribió el guion, dirigió la película, hizo los efectos especiales de maquillaje y modeló, y también tuvo un pequeño cameo. Nishimura dijo que una diferencia era que, como director, ya no podía tomar siestas durante los descansos como podía hacerlo cuando solo se ocupaba de los efectos especiales.
En 2009, realizó los efectos de maquillaje en Samurai Princess para el director Kengo Kaji, y también en Stop the Bitch Campaign del director Kōsuke Suzuki. Para la producción de 2009 de Vampire Girl vs. Frankenstein Girl (吸血少女対少女フランケン Kyūketsu Shōjo tai Shōjo Furanken?), Nishimura se asoció con Naoyuki Tomomatsu como codirector y con el coreógrafo de lucha Taku Sakaguchi, quien anteriormente había trabajado con Nishimura en Tokyo Gore Police y Meatball Machine. La película tuvo su estreno mundial en el Festival de Cine Asiático de Nueva York el 26 de junio y se estrenó en Japón el 15 de agosto de 2009.
Nishimura fundó su propia empresa de efectos con sede en Tokio, Nishimura Eizo Co., Ltd. En asociación con la empresa de efectos visuales Studio Buckhorn y Studio HigeMigane en 2010, pasó a formar parte de Pabaan: The Image Production Group.
En 2010, Nishimura codirigió Mutant Girls Squad con Noboru Iguchi y Tak Sakaguchi, además de dirigir la película de acción y terror Helldriver, su primera como director en solitario desde Tokyo Gore Police. El mismo año, creó los efectos especiales de Horny House of Horror, protagonizada por Asami, Mint Suzuki y Saori Hara.
En 2011, Nishimura dirigió el vídeo musical "Killer" para la banda de rock de Osaka The 50 Kaitenz.
Nishimura dirigió el vídeo musical del sencillo de junio de 2018 de Ena Fujita "Ienai Koto wa Uta no Naka". Fue lanzado en dos versiones ya que la versión sin censura fue prohibida en la televisión debido a su contenido sangriento. Luego, Nishimura amplió el video musical al largometraje de octubre de 2019 Welcome to Japan: Hinomaru Lunch Box, en el que Fujita también protagoniza.

## Filmografía
Como director
- Welcome to Japan: Hinomaru Lunch Box (2019)
- Ienai Koto wa Uta no Naka (video musical de Ena Fujita) (2018)
- Meatball Machine Kodoku (2017)
- The Ninja War of Torakage (2014)
- Zombie TV (2013)
- The Profane Exhibit (segmento "The Hell Chef") (2013)
- The ABCs of Death (Segmento "z is for Zetsumetsu") (2012)
- Gekijo-ban: Harapeko Yamagami-kun (2010)
- The Ancient Dogoo Girls (serie de televisión, episodio: "Yokai: Sukinshippu) (2010)
- Helldriver (2010)
- Mutant Girls Squad (2010)
- Vampire Girl vs. Frankenstein Girl (2009)
- 63-fun-go (cortometraje) (2009)
- Tokyo Gore Police (2008)
- Meatball Machine: Reject of Death (cortometraje) (2007)
- Speakerman: The Boo (2004)
- Anatomia Extinction (1995)
- Sham Nation (1987)
- Seija ga machi ni yatte kita (1986)
- The Face (cortometraje) (1985)
- Paradox (cortometraje) (1984)